# Bojkot izbora
Bojkot izbora je nekonvencionalni oblik političkog ponašanja koje se očituje u skupnome, organiziranome i politički snažno motiviranom nesudjelovanju na izborima nekih političkih aktera.
Glavni akter bojkota izbora jest zakonita ili protuzakonita politička oporba vlasti ili režimu, koja bojkotira izbore obično radi sumnje u njihovo poštenje i slobodu. Svoje sumnje zasniva na nedemokratskoj politici režima, sustavnom narušavanju ljudskih i građanskih prava, dugogodišnjem progonu političke oporbe i njezinih prvaka, državnom teroru nad proturežimskim snagama i civilnim stanovništvom, prethodnim iskustvima s manipulacijama i krivotvorenjima izbornih rezultata, nejednakim financijskim, medijskim i ostalim uvjetima u natjecanju s vladajućom strankom.
Bojkot izbora katkad je i taktički motiviran, posebno u slučajevima u kojima oporba procjenjuje da nema izgleda pobijediti, te bojkotom želi izbjeći izborni poraz i delegitimirati izbornog pobjednika i cijeli politički režim. Taktički izborni bojkot česta je pojava na referendumima, gdje se smanjenjem izlaznosti njegovo provođenje želi dovesti u pitanje.
Najčešće se javljaju u autoritarnim i poluautoritarnim režimima, gdje oporba postoji, ali joj je praktički zapriječeno osvajanje vlasti.